# アトラスコプコ
アトラスコプコ（スウェーデン語: Atlas Copco AB）は、1873年設立のスウェーデンに本拠を置く世界規模の産業機械企業グループ。多国籍企業であり、世界約20ヶ国、80の製造施設で生産を行い、180ヶ国以上の市場で事業展開をしている。ナスダック・ストックホルム上場企業（Nasdaq Nordic ATCO A、Nasdaq Nordic ATCO B）。

## 概要

### アトラスコプコ・グループ
アトラスコプコ・グループは、総従業員数約39,000人（2019年）、総売上1,040億スウェーデン・クローナ（2019年）。コンプレッサー、真空機器、産業用機器、建設機械の4つの事業エリアを展開し、それぞれの分野での世界的リーダー。
米国ニューズウィーク誌世界の500社の中で2007年に80位、2008年は101位に選ばれる。また、毎年世界経済フォーラム年次総会（ダボス会議）で発表される「グローバル100・世界で最も持続可能な100社」にも5年連続で選ばれており、2012年の発表では10位にランクインした。
本社所在地はスウェーデン、ストックホルム。地域別の売上ではアメリカ合衆国と中国が多く、日本は3％弱、スウェーデン国内での売上は1％強である。

### アトラスコプコの名前の由来
1873年の設立時の名前は、アトラス (AB Atlas)であったが、ギリシア神話に登場する神の名前に由来する。ベルギーのコンプレッサー会社のCompagnie Pneumatique Commercialeを買収した1956年、アトラスコプコ (Atlas Copco) に社名を変更した。コプコ (Copco)は、この買収企業の頭字語から採られている。

### 「すべての人に水を（Water for All）」プロジェクト
「安心できる生活の基盤はきれいな飲料水から」とアトラスコプコの社員が30年近く前に始めた「すべての人に水を（Water for All）」というプロジェクト。
アトラスコプコの社員が自主的に給料から一部を寄付することを希望すると、会社はその倍額を加算しその国のWater for All基金にお金が貯まり、そのお金で世界中に井戸を掘ったり浄化装置を設置するなど、飲料水に恵まれない地域へきれいな飲み水を供給していくというもの。開始から今日までに150万人以上の人々にきれいな飲み水を供給してきた。

## アトラスコプコの事業分野および業務内容

### コンプレッサテクニーク
- オイルフリーエア事業部
- スペシャリティレンタル事業部
- インダストリアルエア事業部
- コンプレッサテクニークサービス事業部
- ガスアンドプロセス事業部
1904年にコンプレッサーの生産を開始し、1956年に世界初のスクリュコンプレッサーを開発。今日では業界で唯一ISO 8573-1 (2001) クラス0認証を取得したオイルフリーコンプレッサーを有している。小型から超大型、低圧から高圧、オイルフリーコンプレッサー、給油式コンプレッサー、高性能なエアドライヤー、台数制御など様々なコンプレッサーを有する。

### バキュームテクニーク
- バキュームテクニーク事業本部

主にEdwards、Leyboldブランドおよびアトラスコプコブランドの真空製品、排気管理システム、バルブおよび関連製品を扱う。

### パワーテクニーク
- パワーテクニーク事業本部
ポータブルエアコンプレッサ、発電機、ポンプ、ライトタワー、コンストラクションツール、転圧機およびコンクリート装置を扱う。

### インダストリアルテクニーク
- インダストリアルテクニーク事業本部
約3000種類の電動・エアー駆動のハンドツールを有し、欧米の自動車の約3台に1台はアトラスコプコのナットランナーを使用して組み立てられているという。1950年代より製品の設計・開発にエルゴノミクス（人間工学）を導入。保有パテント数は300件以上で、ボルト・ナットの締付における締結ツールの世界的リーダー。
近年では、バッテリー式電動ナットランナーをBluetoothやWiFiなどの無線でネットワーク接続・コントロール可能なツールも登場。
そしてこれらのツールで、自動車部品製造業にてIATF16949に準拠したトレーサビリティ対応の部品組立てを行うため、締付データ（トルク、回転角、トルク波形、パラメーター等）のサーバーやクラウド上に保存し、解析できるシステムを提供している。
また、ナットランナー自体にGPSアンテナやジャイロセンサーを搭載してナットランナーの位置.や姿勢を検知し制御する[3]事にも対応したツールも登場してきている。
日本では、各種ナットランナーやフィクスチャツール（設備システム付スピンドルナットランナー）、日本独自のポカヨケコントローラ（締め付け確認ユニット）などを、自動車最終組立メーカー（OEM）、自動車部品製造業界 (Tiers)、バイク、航空機、建設機械業界に提供している。
近年では、接着ソリューションを提供するSCA Schucker社、自己勃穴型リベット（セルフピアスリベット、SPRとも言う）ソリューションを提供するイギリスのHenrob社、生産工場向けにソフトウェアソリューションを提供しているドイツのSynatec社、フロードリルスクリュー（Flow Drill Screw）結合技術を提供するドイツのKlingel社を相次いで傘下に組み入れ、車両電動化・軽量化技術や、IoTやインダストリー4.0の動向を取り込んだ組立産業の総合ソリューション事業を展開している。

## 沿革
- 1873年 - スウェーデンでAB Atlas（アトラス社）設立[2]。同年鉄道車両メーカーのEkenbergs Sonerを買収。
- 1898年 - 子会社AB Diesels Motorerのもと、ルドルフ・ディーゼル・エンジンのスウェーデンでの製造権を獲得。
- 1901年 - エアツールが初めて自社工場の製造ラインに取り付けられる。
- 1905年 - 初のポータブル・コンプレッサーが製造される。
- 1912年 - ガデリウス株式会社が総代理店となり、日本でのビジネスが始まる。
- 1917年 - AB Atlasは、AB Atlas Dieselの名で会社を統合、蒸気機関の製造を中止。
- 1948年 - AB Atlas Dieselは、エア・コンプレッサーほどの利益を見込めないと判断しディーゼル事業を売却。
- 1956年 - AB Atlas Dieselは、名前を現在のAtlas Copco（アトラスコプコ）に変更。Arpic Engineering NV.を買収。
- 1968年 - AB Atlas Copcoグループは、Atlas Copco Mining & Construction Techniques (MCT) , Atlas Copco Airpower, Atlas Copco Toolsの3製造会社に分割される。
- 1972年 - Atlas Copco MCTが初の油圧式トップハンマー削岩機COP1038を導入。
- 1979年 - 日本で合弁会社アトラスコプコ・ガデリウス株式会社を設立。
- 1985年 - アトラスコプコ・ガデリウス株式会社の全株式を取得し、翌1986年に日本法人の社名をアトラスコプコ株式会社と変更。
- 1987年 - 米国シカゴニューマティックツール社（Chicago Pneumatic Tool Co.）を買収。
- 2004年 - 米国インガソールランド社のドリリング・ソリューション・ビジネス部門を買収。日本では横浜に製造拠点を確保する。
- 2006年 - 日本で不二空機株式会社（エアツール製造販売）を買収[4]。
- 2011年 - ドイツの接着設備機器メーカー、SCAシュッカー社を買収[5]、産業機器事業部門の一つとなる。日本では横浜にあるSCAシュッカー・ジャパン株式会社の全株式を取得。
- 2012年 - 日本上陸100周年を迎える。
- 2013年2月21日 - 会社創立140年を迎える。
- 2014年1月9日 - 英真空ポンプメーカー大手・エドワーズ社を買収[6]、真空ソリューション事業部門となる。
- 2014年8月13日 - 英リベット接合メーカー・ヘンロブ社を買収[7]、産業機器事業部門の一つとなる。
- 2015年12月 - スイスのエリコンから真空装置部門のエリコンライボルトバキューム社を買収[8]。
- 2018年 - 土木鉱山機械事業部をエピロックとしてスピンアウト。日本法人もエピロックジャパン株式会社（本社：神奈川県横浜市）に分社化[9]。

## 企業キャッチフレーズ
- Committed to Sustainable Productivity （サステイナブルな生産性を約束します）
- First in Mind - First in Choice（常に真っ先に思い浮かべられ、真っ先に選ばれる企業）

## ブランド
アトラスコプコは、以下を含む数多くのブランドを保有している。
- ABAC
- AGRE Kompressoren
- ALUP Kompressoren
- American Pneumatic Tools (APT)
- BeaconMedæs
- Shanghai Bolaite Compressor Co.
- Ceccato Aria Compressa
- シカゴニューマチック(CP)
- Cirmac
- Creemers Compressors
- デソーター(Desoutter)
- Dynapac
- エドワーズ
- Ekomak

- FIAC
- 不二空機株式会社
- Gazcon
- Gesan
- GrassAir Compressoren
- Henrob
- Houston Service Industries (HSi)
- Guangzhou Linghein Compressor Co.
- ライボルト(Leybold)
- Liuzhou Tech Machinery Co.
- Lutos
- Mark Compressors
- Mauguière
- Perfora

- Pneumatech Medical Gas Solutions
- Pneumatech
- Puska Aire Comprimido
- Quincy Compressor
- Rand-Air
- Rodcraft
- SCA
- Seti-Tec Line
- Wuxi Shengda Air/Gas Purity Equipment Co.
- Shenyang
- Varisco
- Worthington Creyssensac

## 日本のアトラスコプコ
日本に於いても100年の販売実績があり、コンプレッサー、産業用ツール、土木鉱山機械、建設機械について、選定・導入からアフターサービスに至る一連のソリューションを提供している。
日本の持ち株会社「アトラスコプコ株式会社」の本社機能は東京都港区芝にある。また、横浜に土木鉱山機械の製造工場、神奈川県川崎市にコンプレッサーの試験・組立センターを、名古屋に産業用電動・エアー工具の本部を持っている。
2006年に大阪のエアツール・メーカーである不二空機株式会社を買収、2014年1月10日には・英真空ポンプメーカー大手・エドワーズ社の日本支社・エドワーズ株式会社をグループ傘下に入れた。

## 事業所
- コンプレッサテクニーク（本部）：東京都港区芝公園1-1-1 住友不動産御成門タワー8階
- バキュームテクニーク（本部）：東京都港区芝公園1-1-1 住友不動産御成門タワー8階
- パワーテクニーク（本部）：東京都港区芝公園1-1-1 住友不動産御成門タワー8階
- インダストリアルテクニーク（本部）：愛知県名古屋市東区代官町35-16 第一富士ビル7F